# Géographie et cartographie dans le monde arabo-musulman médiéval
La géographie et la cartographie dans monde arabo-musulman médiéval se réfèrent à l'avancement de la géographie, de la cartographie et des sciences de la terre dans la civilisation islamique médiévale.

## Présentation

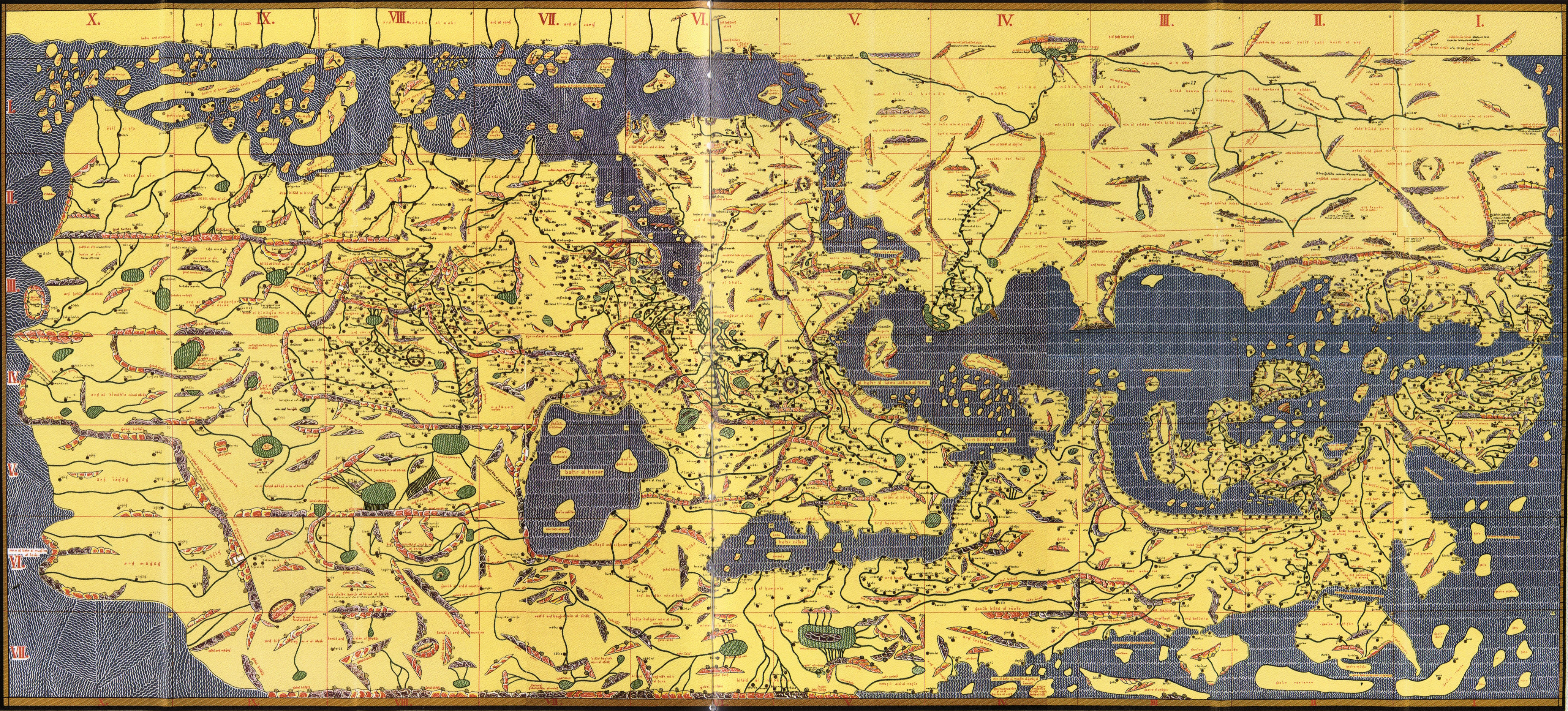
La carte du Livre de Roger (1154). Le nord est en bas

Peu après les conquêtes, les musulmans eurent accès aux sciences de peuples conquis, en Inde et en Asie centrale notamment. L'étude de la géographie a été protégée par le califes abbassides de Bagdad qui ont fait traduire de nombreux ouvrages indiens, grecs et persans. Un premier centre d'étude ouvrit à Bagdad, c'est la Maison de la Sagesse sous le calife al-Ma’mun. D'autres centres ouvrirent ensuite au Caire et à Damas.

## Influence grecque
Au VIIIe siècle, la géographie et la cartographie de l'Islam médiéval ont d'abord été basées sur la géographie hellénistique. Almagest et Tetrabiblos de Ptolémée, Timée de Platon ou encore Du Ciel et Métaphysique d’Aristote, sont autant de livres grecs traduits en arabe se rapportant à la géographie.  Ces textes sont devenus la source et le stimulus pour le développement de la géographie en terre d’islam.
Les cartographes musulmans ont reçu l'Almageste et la Géographie de Ptolémée au début du IXe siècle qui ont stimulé leur intérêt pour la géographie et la cartographie, cependant ils ne les ont presque pas utilisés dans la réalisation des cartes plus tardives. Les savants musulmans ont reçu les écrits grecs directement, sans influence de l'Occident latin. Les cartes en T médiévales européennes n'ont joué aucun rôle dans la cartographie islamique pourtant populaires  dans le monde européen. La géographie grecque va surtout influencer les savants arabes pour établir les fondements scientifiques de la géographie mathématique, avec la mesure de l’arc méridien et celle de la circonférence de la Terre, physique et humaine. Al-Kindi (796-873) a fait des recherches théoriques. Les érudits arabes reprennent les connaissances persanes pour la géographie descriptive et régionale, et la cartographie. Entre 813 et 833 les savants du Bayt al-hikma, la "Maison de la sagesse", établissent la première grande carte du monde.

## Développement de la géographie

Reconstitution moderne partielle des Tables géographiques de Al-Khwârizmî d'après Ptolémée.

Les érudits musulmans ont été des contributeurs originaux à la géographie et aux sciences de la terre.
Au cours du IXe siècle, la géographie fut d’abord descriptive avec la représentation de la terre (sûrat al-ard), c’est le courant de la géographie administrative. Cet aspect était essentiel à l’État pour le contrôle de la situation administrative, afin de percevoir l’impôt foncier (kharâj). De plus il y avait un besoin de l’administration de la poste (barîd) de connaître les itinéraires, chose à laquelle répondait la géographie. De fait, c'est le kâtib secrétaire de chancellerie qui s’en occupait. C’est Ibn Khurradâdhbih (mort après 885) qui créa le genre avec son Kitâb al-masâlik wa-l-lmamâlik, suivi d’al-Ya’qûbî (mort en 891) et de Qudâma ibn Ja'far (mort en 948).
Plusieurs érudits islamiques ont contribué à son développement. Les plus notables sont Al-Khwârizmî, Abu Zayd Ahmed ibn Sahl Balkh (850-934) (fondateur de l'« école Balkhî ») et Abu Rayhan Biruni. al-Balkhī a écrit en 920 le Livre des configurations des provinces ou Livre de la disposition des pays (Kitāb Ṣuwar al-aqālīm, ou Kitāb Taqwīm albuldān). al-Biruni traite d'une manière magistrale les bases astronomiques de la géographie.
Al-Jahiz (vers 776-vers 868) s'est intéressé aux lieux et aux aspects humains de la géographie. Al-Yaqubi est le pionnier de la géographie humaine du monde musulman. Il a été suivi par Istakhri, Ibn Hawqal. Ibn Qoutayba (Koufa, 828 - Baghdad, 889) et Ibn Khordadbeh montrent l'intérêt de la géographie pour l'administration.
On peut noter les travaux de l'école d'Abu Zayd Ahmed ibn Sahl Balkh (850-934) et d'Al-Dinawari (828-896) avec le Livre des pays (Kitab al-Buldan).
Les géographes arabes sont de grands voyageurs, tels qu'Al-Muqaddasi (Al-Maqdisi) (vers 945-1000).
La géographie musulmane atteint son apogée avec Muhammad al-Idrisi au XIIe siècle. On lui doit la première grande géographie de l'Occident, vers 1150). Il a séjourné à la cour de Roger II de Sicile où il a écrit le Livre de Roger (Nuzhat al-Mushtaq fi'khtirāq al-Afaq) ou le Livre de Roger.
Les développements ultérieurs se sont produits sous la domination turque, en particulier sous l'Empire ottoman, avec des chercheurs remarquables tels que Mahmoud al-Kashgari et Piri Reis.
Les géographes arabo-musulmans comme Al-Mas'ûdî (mort en 956), Ibn Battûta (1304-1370), et Ibn Khaldoun (1332-1406), ont conservé et enrichi l'héritage gréco-romain. Ibn Battuta a utilisé sa connaissance d'une bonne partie de l'Europe, du monde méditerranéen, du Moyen-Orient, de la côte africaine jusqu'à Zanzibar et de l'Asie centrale. Il a exploité les descriptions de voyages qui ont été rédigées depuis plusieurs siècles dont le plus ancien est celui du marchand Sulayman (vers 850). Ibn Khaldun se démarque par son interprétation de la géo-histoire de l'Afrique du Nord et réfléchit sur la géopolitique dans Le Livre des exemples.

## Un intérêt pour le monde extérieur
La géographie de l’islam médiéval ne s’intéressait pas seulement au dar al islam. En effet, les géographes portaient un fort intérêt à des pays comme l’Inde ou encore la Chine, avec qui les musulmans commerçaient, mais aussi au continent européen.
L'historien polonais Tadeusz Lewicki écrit en 1964 : « Les connaissances des écrivains arabes de la période classique (IXe et Xe siècles) ne se limitaient pas, en fait de géographie, aux territoires faisait partie du Califat arabe […] les auteurs arabes de cette époque connaissaient aussi bien d’autres pays qui, pour telle ou telle raison, intéressaient le monde musulman et entretenaient des relations avec lui. Rattachée par différents liens, dès le VIIe siècle, au monde arabe, l’Europe était pour les écrivains arabes un territoire des plus intéressants et méritant d’être connu. »

## Source
- (en) Cet article est partiellement ou en totalité issu de l’article de Wikipédia en anglais intitulé « Geography and cartography in medieval Islam » (voir la liste des auteurs).